# Schaliehoeve

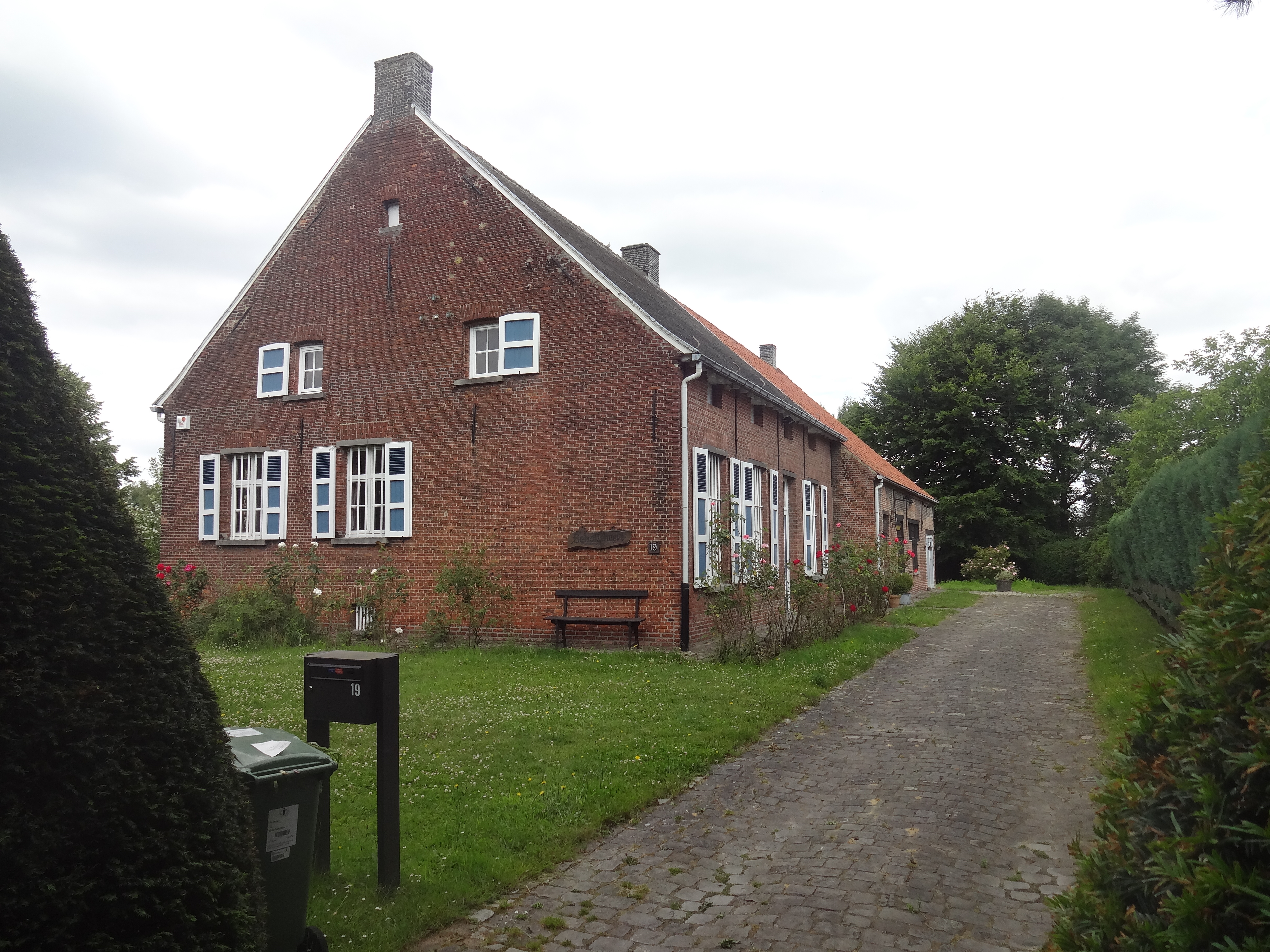
Schaliehoeve côté rue

La Schaliehoeve est une ancienne ferme dans le village flamand de Boechout, situé sur la Heerbaan. 

## Histoire
J. Jacobs a compilé des notes historiques sur la Schaliehoeve en 1973, mais ce document n'a jamais été publié. Le document mentionne les métayers de 1569 à 1867, ainsi que les noms de 2 métayers d'avant 1569. 

Un livre de comptes du Château de Boechout datant de 1560 se réfère à la ferme le long de la "Herbane" - pas une voie romaine, mais une route sinueuse entre Anvers et Lier. Ce livre de comptes indique les propriétaires successifs à partir de la seconde moitié du XVe siècle.
Pendant le XVIe siècle, la ferme a connu une grande expansion.
Cependant, le nom "Schaliehoeve" n'apparaît qu'en 1634. Auparavant, elle était nommée "Wouters goet van Karenbroeck" ("le bien de Wouters à Karenbroeck") et "Herberge Te Putte" ("Auberge à Putte"). Sur une carte de 1714, qui indique la nouvelle grand-route Anvers-Lier, la ferme est mentionnée comme "de Chastille", et elle a une forme en U. Une autre carte, datée de 1753, représente la ferme dans sa forme actuelle en "I". Ainsi donc, le bâtiment actuel date du début du XVIIIe siècle.
On remarque également la ferme sur les cartes de Ferraris (1770-1778). C'était l'une des rares fermes indépendantes dans la région. Elle a été utilisée comme QG lors des guerres napoléoniennes, ainsi que par les armées allemandes et alliées. Au cours de la Seconde Guerre mondiale la porte d'entrée a été percutée par des chars et s'est effondrée.
En 1964, les terres de la Schaliehoeve ont été morcelées et forment maintenant le lotissement nommé "Schaliehoevewijk". La ferme elle-même a été entièrement rénovée et transformée en maison d'habitation. Vers cette époque, la grange s'est effondrée.

## Description
Le bâtiment principal, qui existe toujours et est habité, se compose d'une partie avant, avec un toit typique en ardoises d'où la ferme tient son nom ("ardoise" se dit "schalie" en néerlandais), et une partie arrière, avec un toit en tuiles. La partie avant était la demeure du fermier, alors que la partie arrière était les étables, qui ont été converties en chambres, cuisine, salle de bains et garage lors de la rénovation dans les années 1960.

## Caractéristiques
Le bâtiment comporte entre autres les caractéristiques suivantes : 
- deux "opkamers" - pièces au-dessus d'une cave basse et donc plus élevées que le reste de l'habitation - servaient de chambres vu la meilleure isolation par rapport au sol; les caves basses servaient pour stocker les denrées au frais ;
- une très grande cheminée avec judas vers les anciennes étables; il y avait même de la place pour un poêle dans la cheminée pour réchauffer la nourriture des bêtes, avec un trou dans le mur vers l'étable pour y passer la nourriture des bêtes ;
- un vaste grenier à foin; il y avait même une petite pièce aménagée pour les journaliers.

Toute la maison a été préservée autant que possible dans un style rustique. Les derniers propriétaires sont la famille Bister. 

Caractéristiques
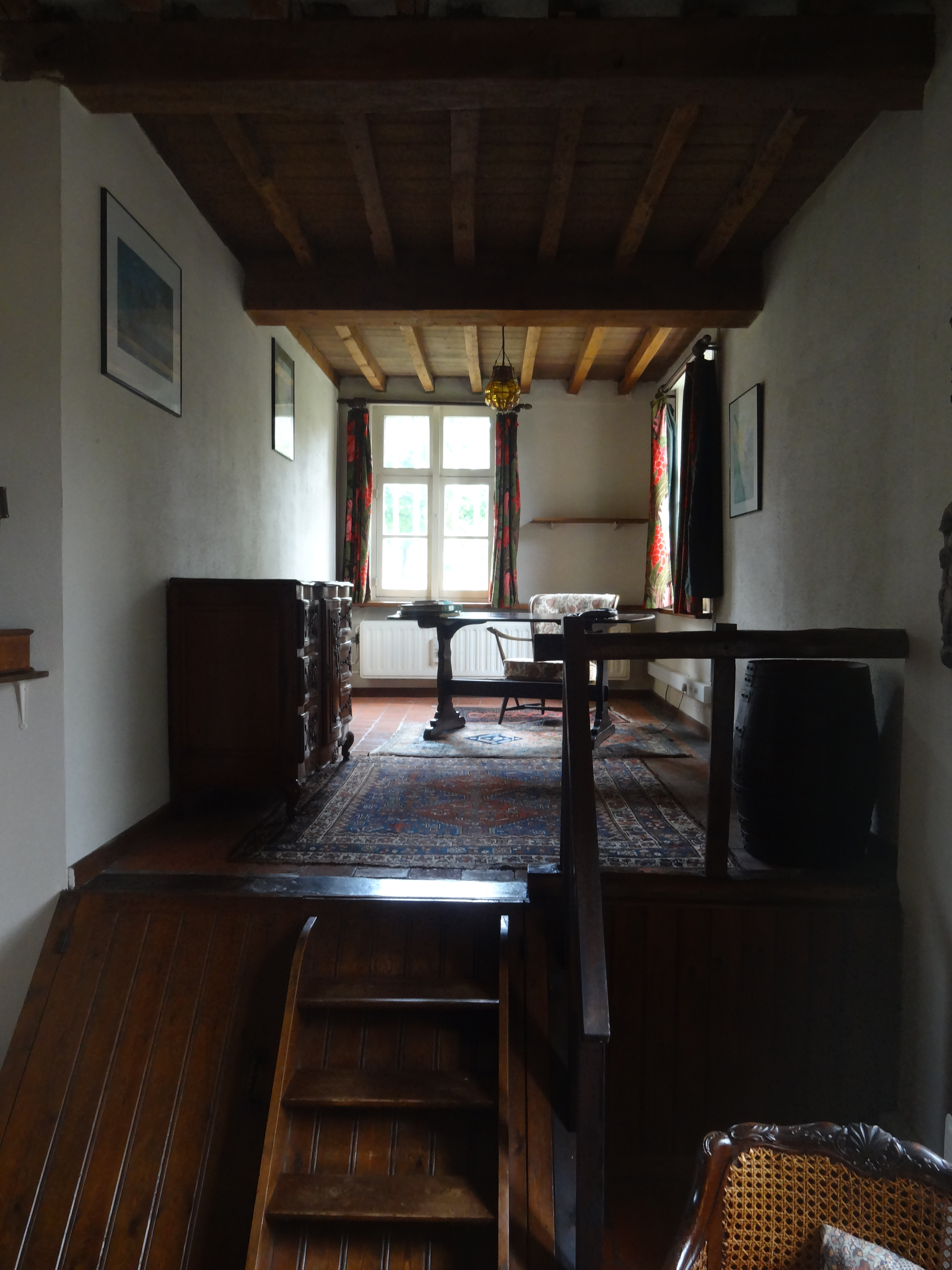
"Opkamer"
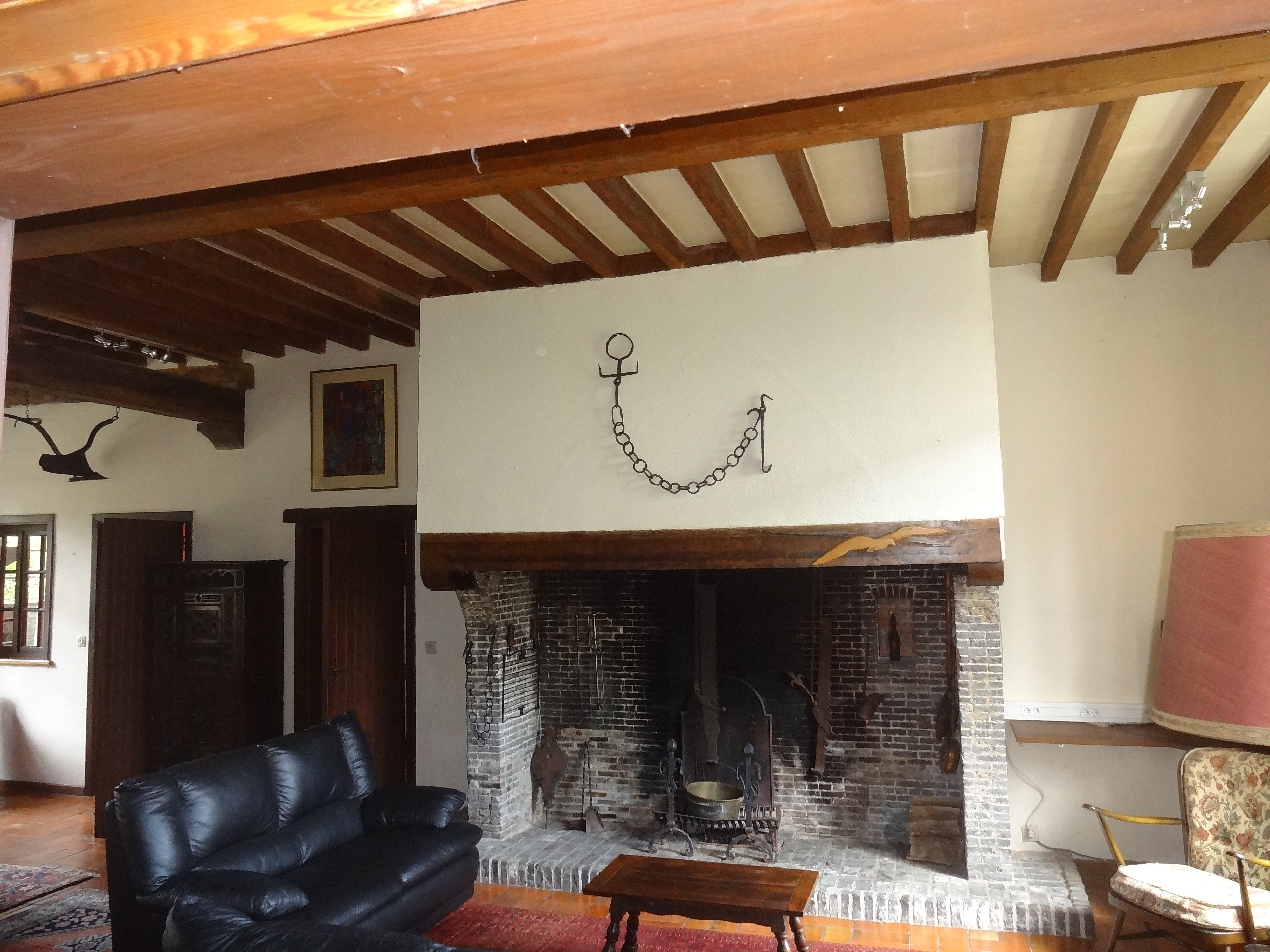
Cheminée
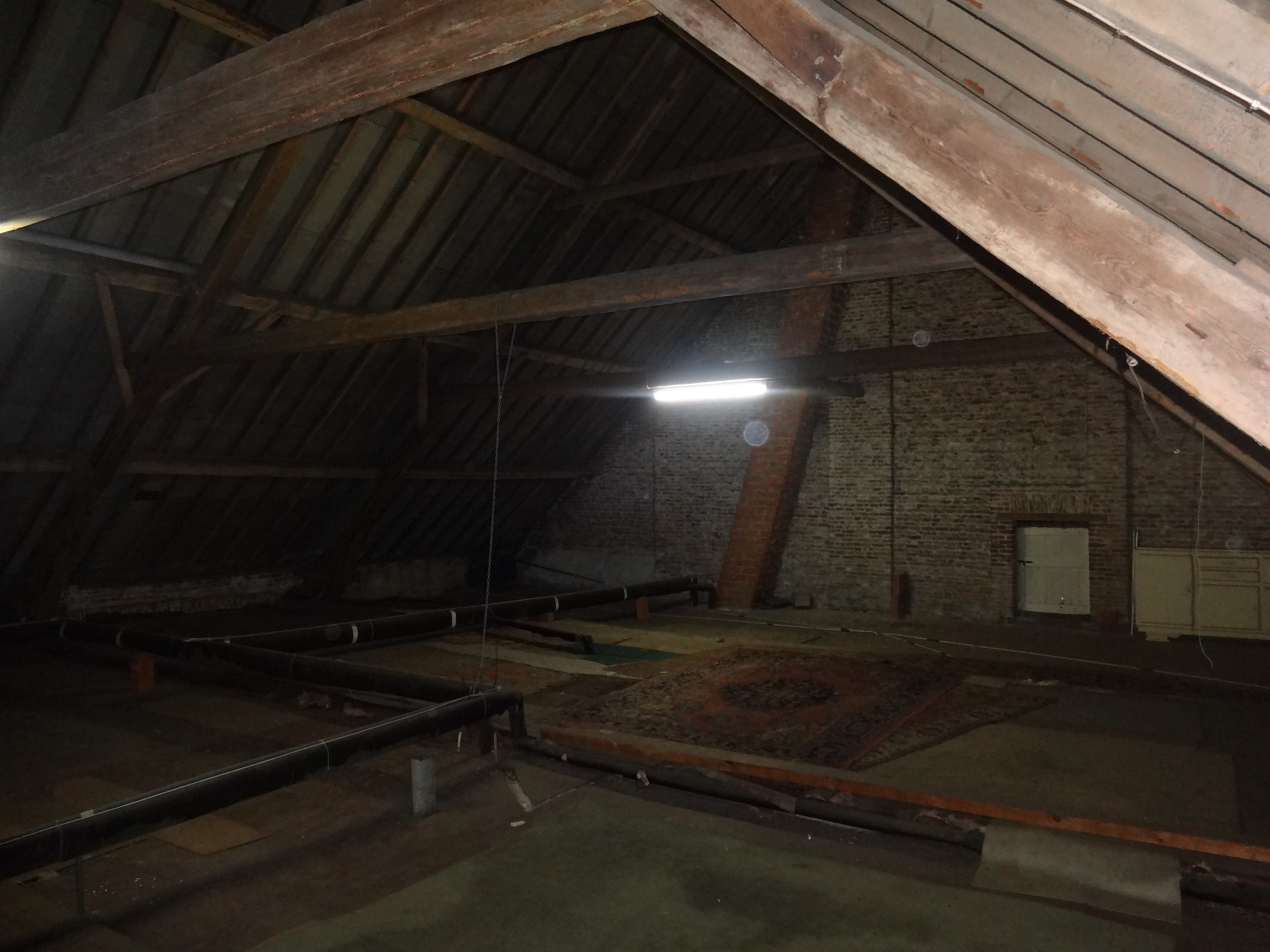
Grenier à foin

Extérieur
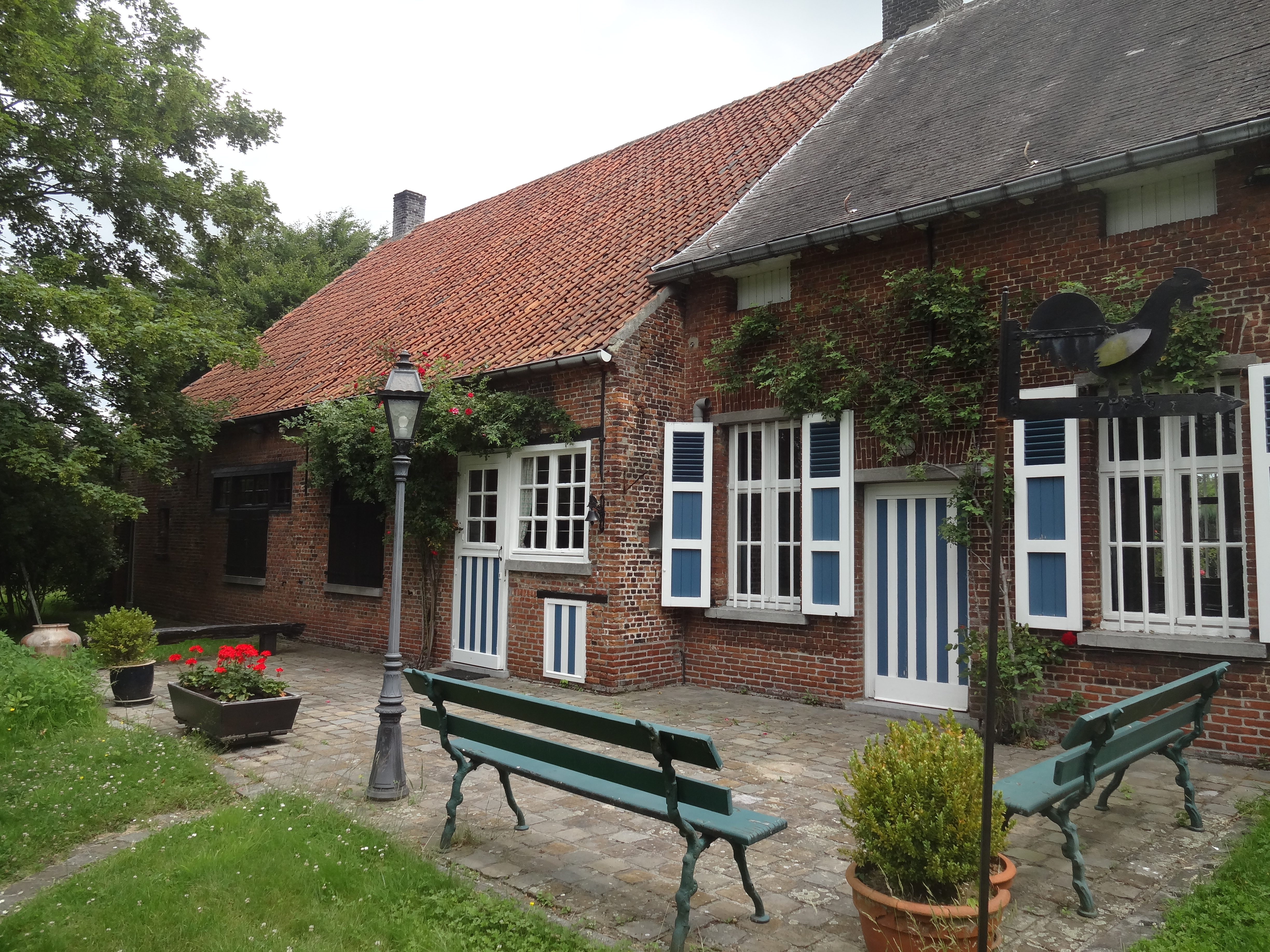
Schaliehoeve côté jardin
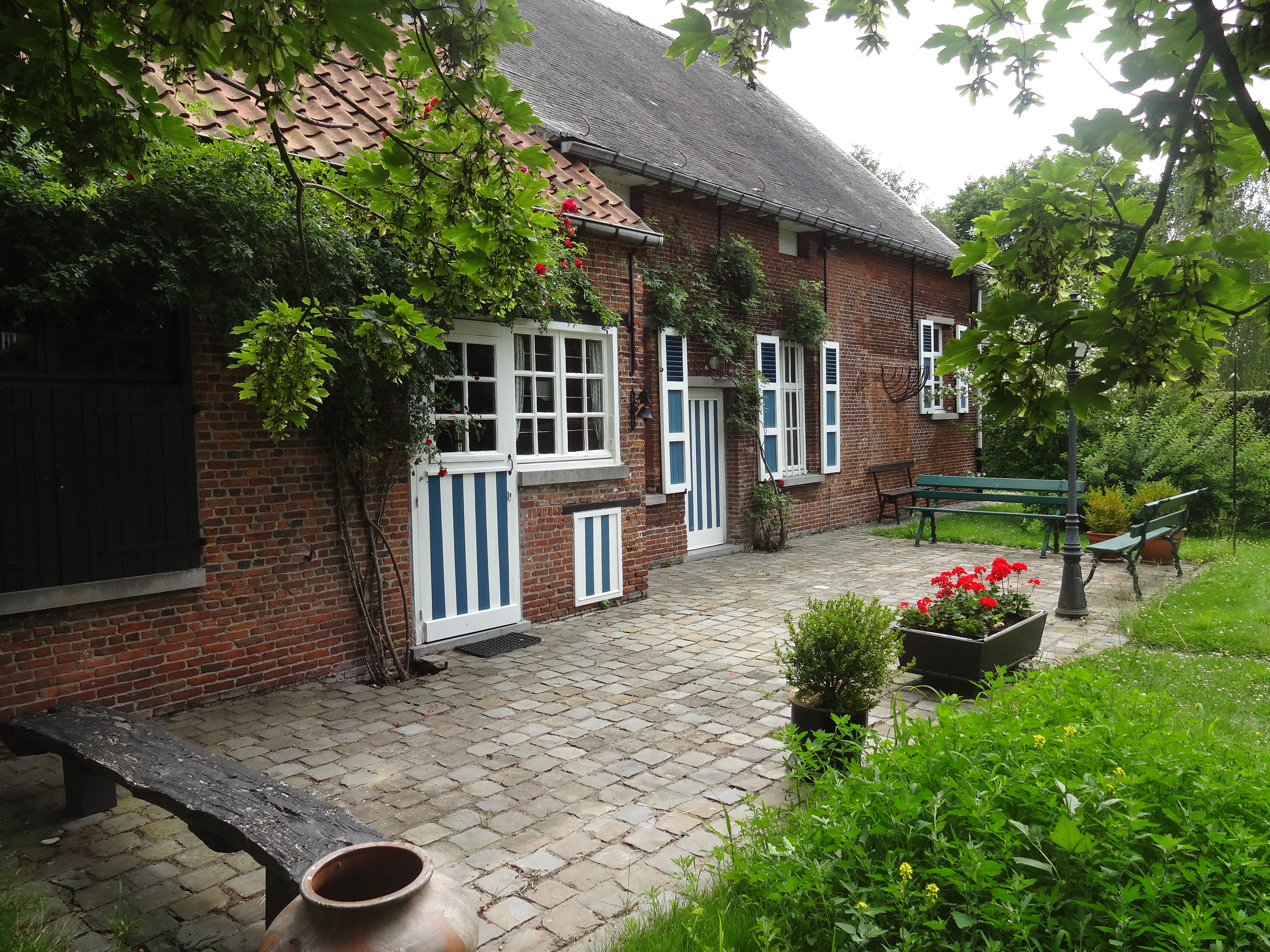
Terasse

Living
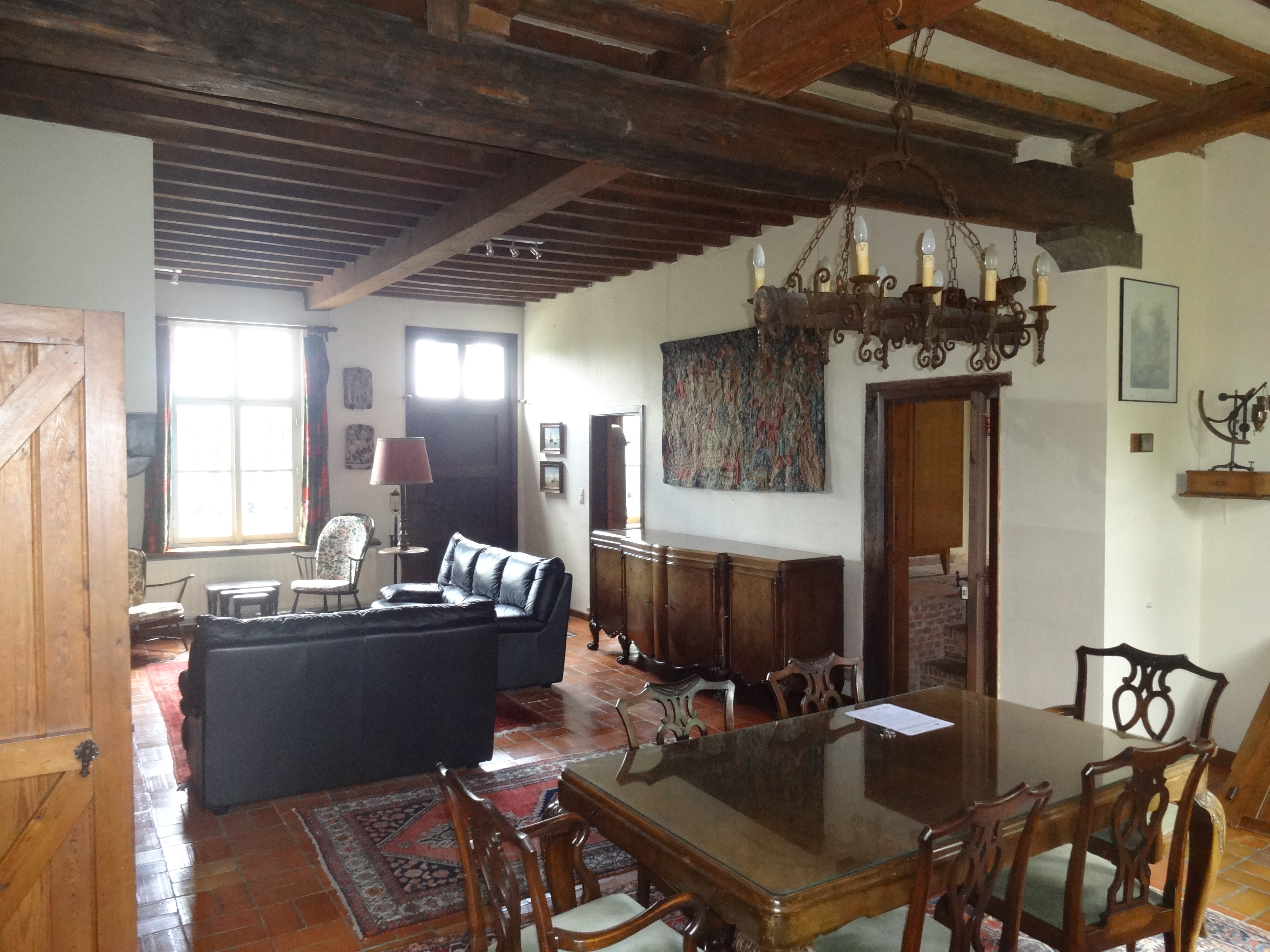
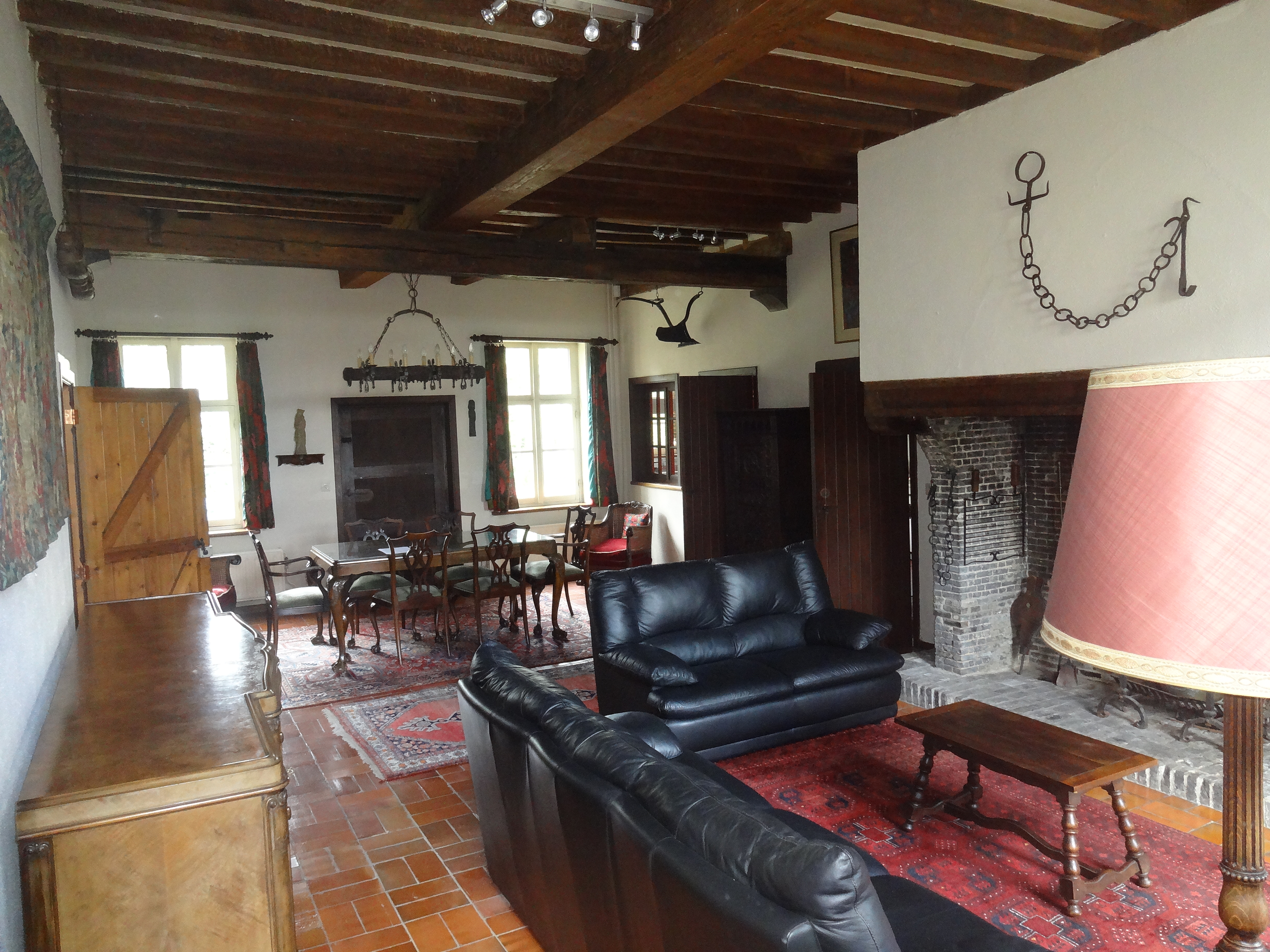
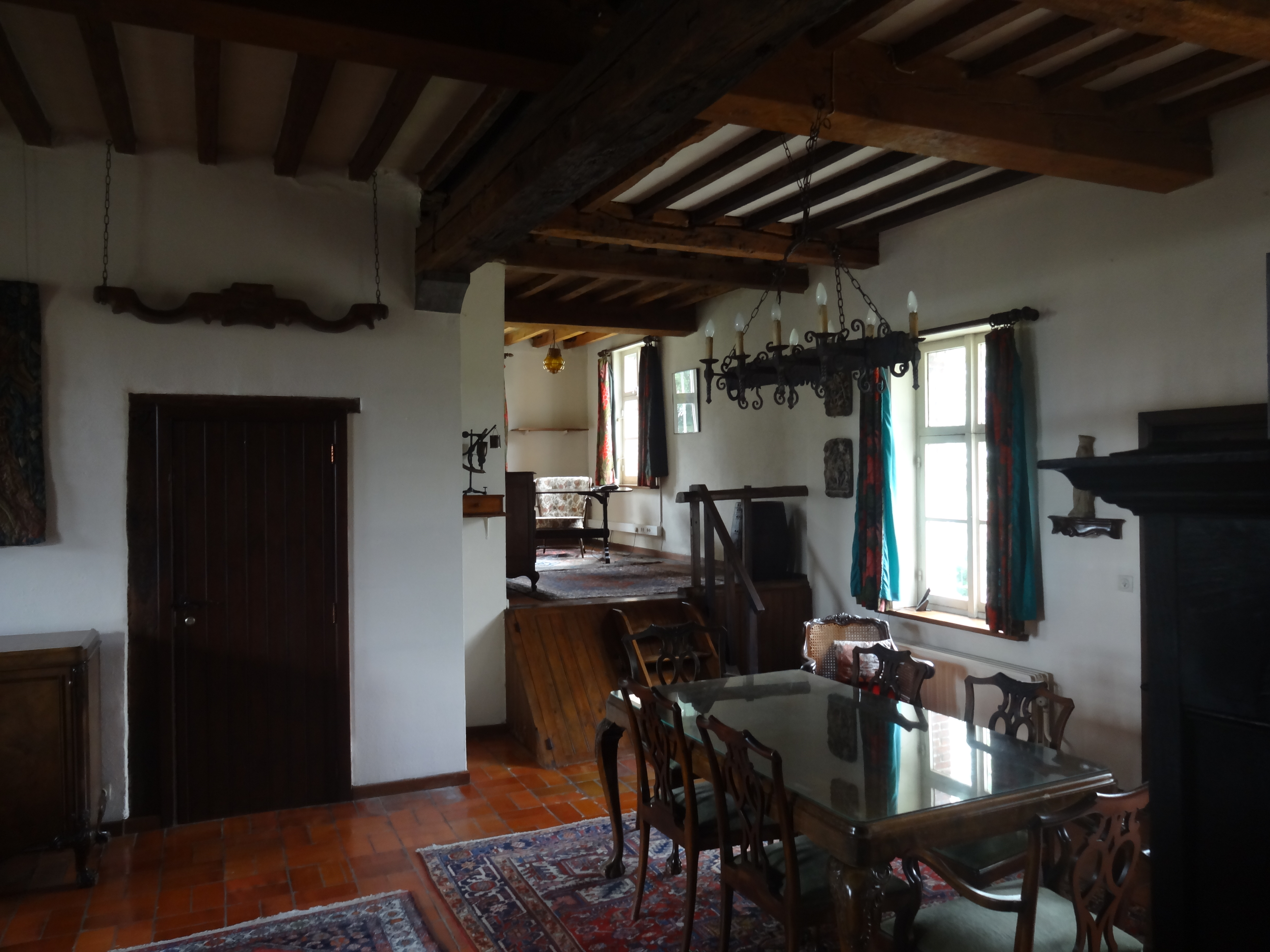

Reste de l'intérieur
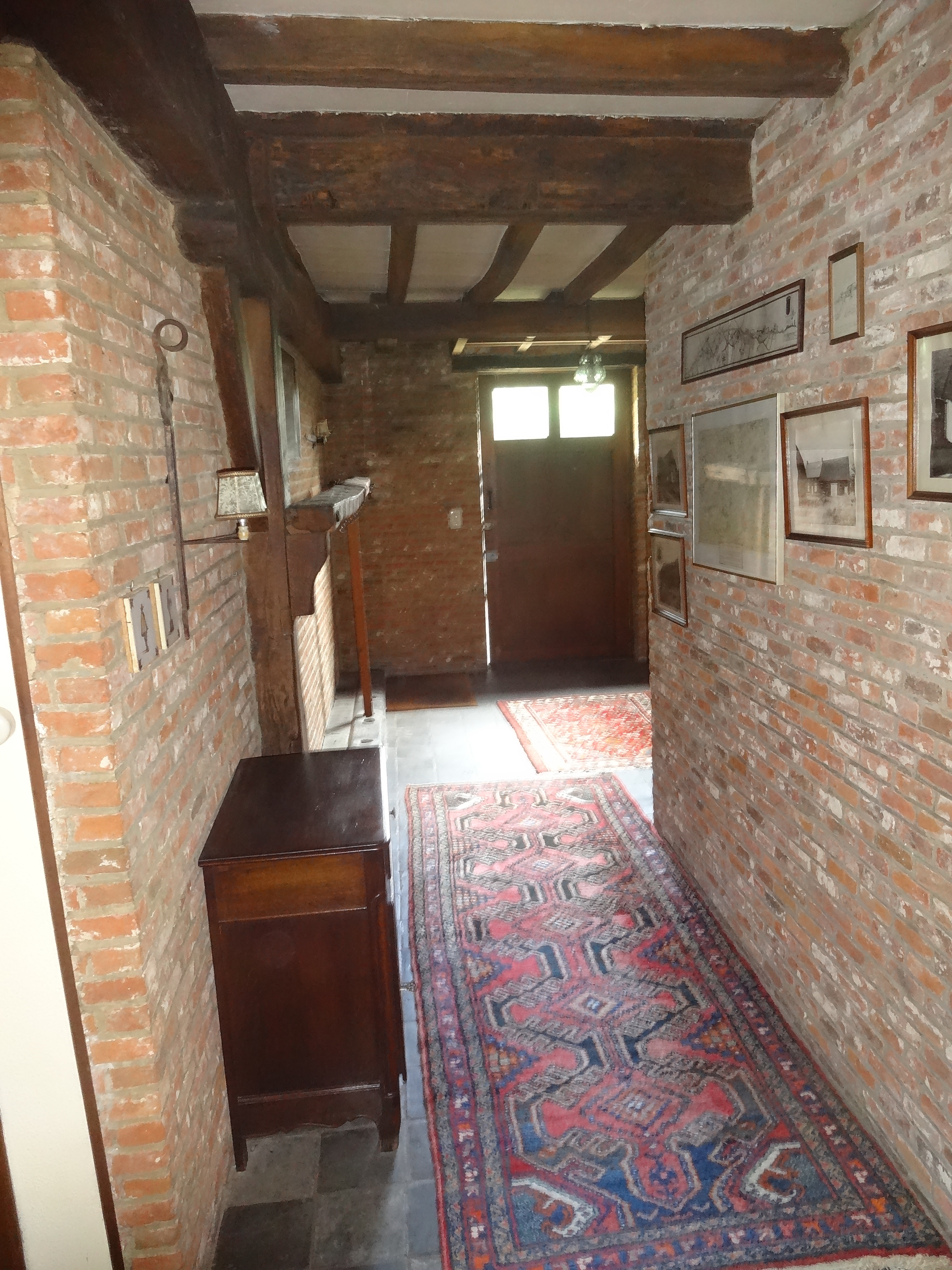
Hall d'entrée
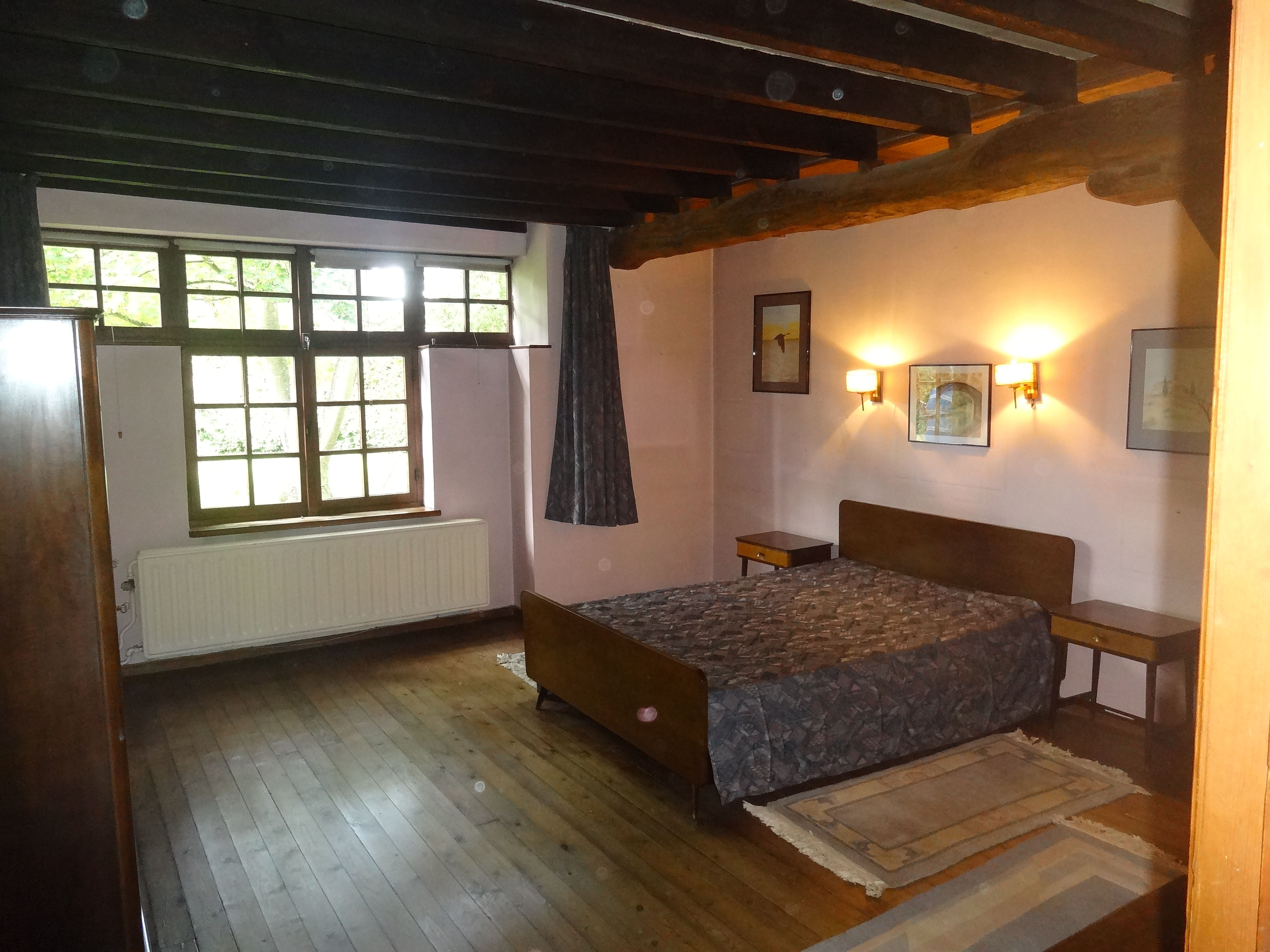
Une des chambres à coucher
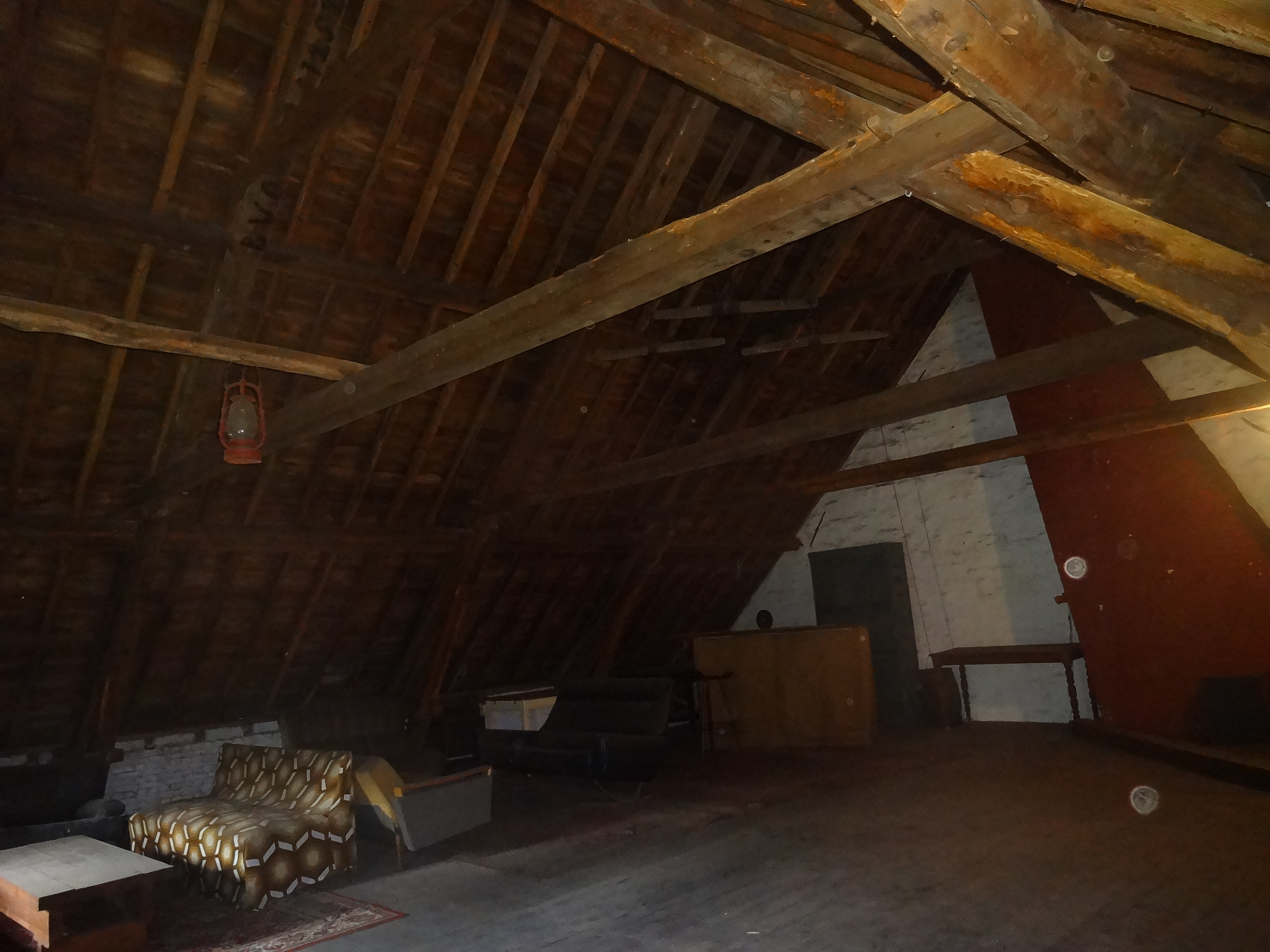
Grenier